# ميجان أندرسون
ميجان أندرسون (بالإنجليزية: Megan Anderson) هي فنانة الدفاع عن النفس أسترالية، ولدت في 11 فبراير 1990 في غولد كوست في أستراليا.

## وصلات خارجية
- ميجان أندرسون على موقع يو إف سي (الإنجليزية)
- ميجان أندرسون على موقع شيردوغ (الإنجليزية)
- ميجان أندرسون على موقع Tapology.com (الإنجليزية)
- ميجان أندرسون على موقع IMDb (الإنجليزية)
- ميجان أندرسون على موقع قاعدة بيانات الفيلم (الإنجليزية)